# Veliko slano jezero
Veliko slano jezero (angleško Great Salt Lake) je endoreično slano jezero, ki leži na severu ameriške zvezne države Utah. Zapolnjuje plitko kotanjo brez odtoka, zato njegova površina močno niha glede na količino padavin, v splošnem pa velja za največje slano jezero na zahodni polobli in eno najbolj slanih vodnih teles na svetu. Meri približno 120 km po daljši stranici jug–sever in 50 km po krajši.
Velika slanost je posledica dejstva, da pritoki – glavni so Medvedja reka, Jordan, Weber – spirajo minerale iz okoliških hribov, odtoka pa nima, zato voda izginja le z izhlapevanjem in odlaga raztopljene snovi. V vodi lahko preživijo le specializirani višji organizmi, kot so solinski rakci, v okoliških močvirjih pa uspeva večje število vodnih ptic.
Jezero je bilo še v začetku 19. stoletja nepoznano zahodnim kolonistom, dokler ga nista pozimi 1824 ločeno odkrila dva traperja. Šele dve desetletji kasneje je območje prvič sistematično raziskala odprava Johna C. Frémonta. Malo po tem so območje kot svojo »obljubljeno deželo« naselili Mormoni in v bližini ustanovili mesto Salt Lake City, ki je še vedno največje naselje ob jezeru. Leta 1869 so ob severovzhodni obali zaključili prvo ameriško transkontinentalno železnico. V začetku 20. stoletja so železnico speljali po lesenem viaduktu čez sredino jezera, ki ga je po drugi svetovni vojni nadomestil nasip in trajno razdelil jezero na dve polovici.
Geološko je Veliko slano jezero ostanek mnogo večjega sladkovodnega jezera Bonnevile, ki je v pleistocenu pokrivalo širše območje severozahodnega Utaha do Idaha in Nevade, z odtokom v reko Kolumbija. Po seriji ledenih dob je postalo območje toplo in sušno, zato se je vodostaj znižal in odtok je bil prekinjen.